# オリヴィア・モリス
オリビア・モリス（1997年1月29日 - ）はイギリスの女優。
インド映画 "RRR"(2022)
や
BritBox(米国の映像ストリーミング配信サービス)のTVドラマシリーズ「ホテル ポルトフィーノ」(2022)

で知られている。

## 来歴
出身はイギリスのキングストンアポンテムズ区。国立青少年劇場(National Youth Theatre)に在籍、英国ウェールズ音楽演劇大学で演技を学ぶ。

## 経歴
2017年にFerris & Sylvesterのミュージックビデオ「London's Blues」に出演。 2022年にBritBoxのTVドラマシリーズ「ホテル ポルトフィーノ」に Alice Mays-Smith役としてTVデビュー。同年、Ｓ・Ｓ・ラージャマウリ監督のインド映画”RRR” にジェニファー(ジェニー)役として映画デビュー

(日本公開は2022年10月21日)。
また、2023年にHBOアジア(ケーブルテレビ局)で放送予定のTVドラマシリーズ "The Head" 第2シーズンのキャストとして参加予定。

## 出演作品
| Year | Title             | Role             | Notes              | Ref.  |
| ---- | ----------------- | ---------------- | ------------------ | ----- |
| 2022 | Hotel Portofino   | Alice Mays-Smith |                    |       |
| 2022 | RRR               | Jennifer "Jenny" | Indian Telugu Film |       |
| 2023 | The Head Season 2 | Rachel Russo     | HBO Max series     | [ 8 ] |

| Year | Song             | Artist             | Notes |
| ---- | ---------------- | ------------------ | ----- |
| 2017 | "London's Blues" | Ferris & Sylvester | [ 9 ] |